# Larry Gelman
Pour les articles homonymes, voir Gelman.
Lawrence Sheldon Gelman dit Larry Gelman, né le 3 novembre 1930 à Brooklyn, New York et mort le 7 juin 2021, est un acteur américain.

## Biographie
Il a joué dans des films et des séries, mais il est plutôt connu pour avoir joué Dr Bernie Tupperman dans la série The Bob Newhart Show.
Il a aussi interprété Albert Einstein dans le jeu de stratégie à temps réel Red Alert 2.
Il est aussi apparu dans le film Alice in Wonderland: A Musical Porno, au côté de Kristine DeBell sous le pseudo de Larry Spelman, où il jouait le rôle de M. Rabbit.

## Filmographie
- 1967 : The Busy Body de William Castle
- 1977 : Chatterbox ! de Tom DeSimone
- 1984 : Dreamscape de Joseph Ruben
- 1992 : Mr. Saturday Night de Billy Crystal